# Boma
Pour les articles homonymes, voir Boma (homonymie).
Boma est une ville et un port de la république démocratique du Congo dans la province du Kongo-Central, situé sur la rive droite du fleuve Congo. La ville fut la capitale de l'État indépendant du Congo, puis du Congo belge, du 1er mai 1886 au 31 octobre 1929. Vivi fut la première capitale et Léopoldville lui succéda. Elle est parmi les 9 villes socio-économiques de la république démocratique du Congo. Ces 9 villes socio-économiques du pays sont : Baraka, Bandundu, Beni, Boma, Butembo, Likasi, Mwene-Ditu, Uvira, et Zongo.
Boma est le siège du diocèse de Boma.

## Géographie
La ville est située à l'ouest de la RDC, sur la rive droite du fleuve Congo, elle est traversée par deux rivières, le Kabondo et le Kalamu.
Altitude : 19 m. Situation : à 117 km de Moanda, 125 km de Matadi, 140 km de Tshela et 470 km de Kinshasa.

## Histoire

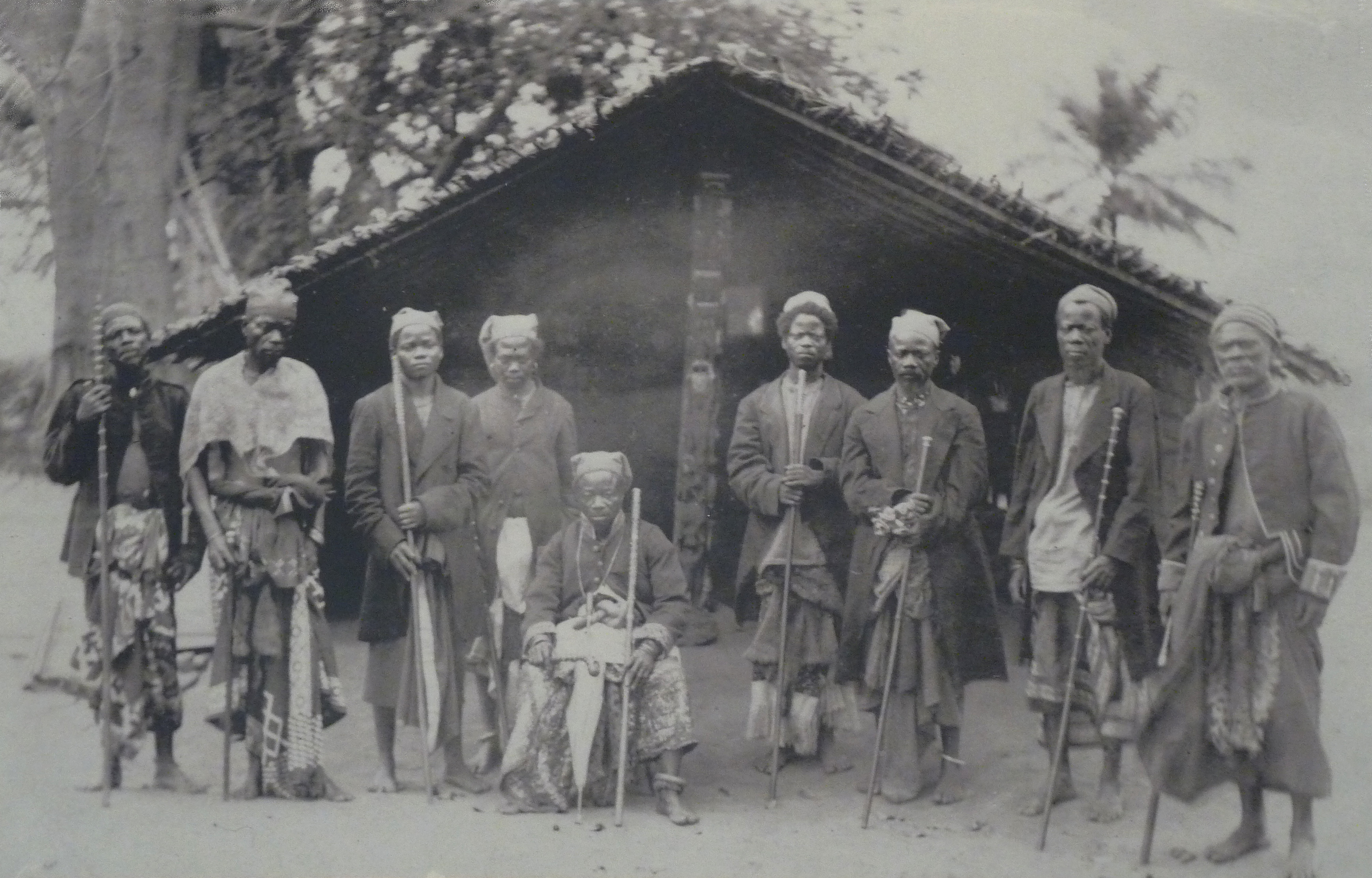
Les neuf anciens rois de Boma (phot. H. A. Shanu, 1898)

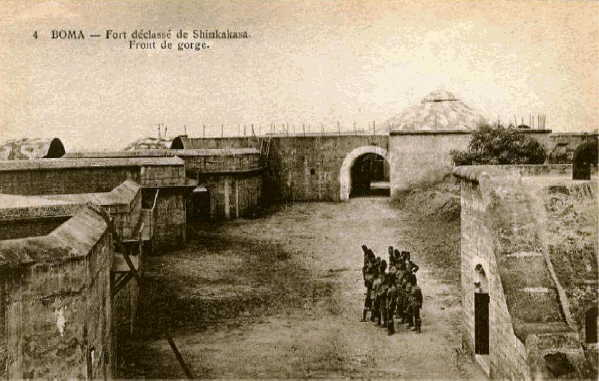
Fort de Shinkakasa

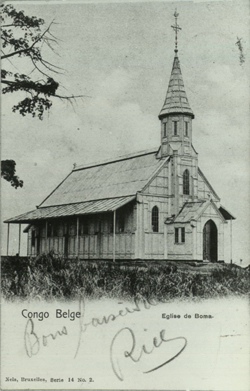
Ancienne cathédrale Notre-Dame-de-l’Assomption de Boma qui existe toujours. C'est la plus ancienne du pays

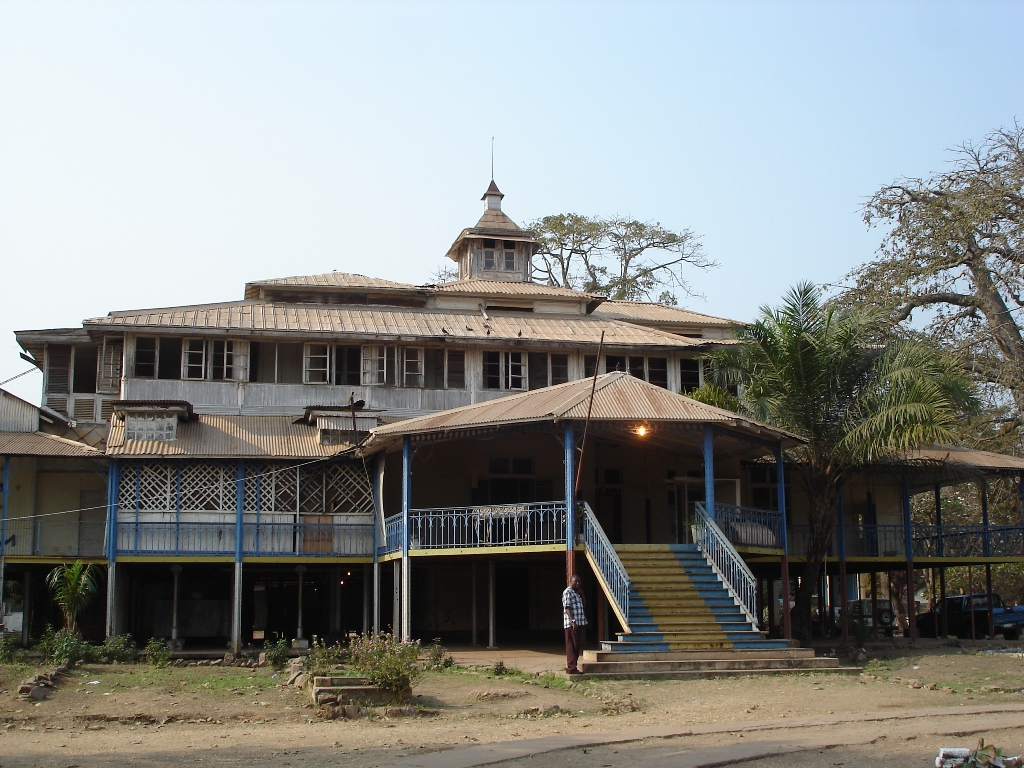
Résidence du gouverneur-général à Boma.

Boma signifie « fortin » en kikongo et en de nombreuses langues bantoues. Henry Morton Stanley dans son ouvrage Comment j'ai retrouvé Livingstone emploie d'ailleurs le terme tel quel en ce sens.
Boma est fondée dès le XVIe siècle par les Portugais. C'est un marché important des traites négrières aux XVIIe et XVIIIe siècles. Stanley, parti de Zanzibar arrive à Boma en 1877.
Alexandre Delcommune prend possession du comptoir pour le compte de l'Association internationale africaine en avril 1884.
Boma fut la capitale de l'État indépendant du Congo, puis du Congo belge, de 1886 à 1929, succédant à Vivi et précédant Léopoldville. Elle a d’ailleurs été le premier camp militaire de l’État, qui a fonctionné de 1886 à 1956 sur le même site, aujourd’hui commémoré par un monument.
La construction de la cathédrale Notre-Dame-de-l'Assomption, la plus ancienne du Congo-Kinshasa, a été achevée 2 septembre 1886 dans une usine de forgerie près de Charleroi en Belgique. Les éléments ont été embarqués sur le bateau Africa le 26 septembre 1888, pour arriver à Boma le 21 septembre 1889 où la cathédrale a été assemblée . Elle desservait la mission des pères scheutistes. Elle mesurait initialement 25 m de longueur, 12 m de largeur, et 15 m de hauteur. Elle a depuis été rétrécie pour faire place à la grande cathédrale actuelle.
Boma est à partir de 1899 la gare de départ de la ligne de chemin de fer du Mayombe, dont la dernière station était Tshela, localité natale de Joseph Kasa-Vubu. Elle est démantelée sous le régime de Mobutu Sese Seko pour être reconstruite dans la province de l'Équateur.
En 1916, un autre camp militaire, le camp Caporal, est construit à Boma.

## Économie
Boma possède un aéroport (code AITA : BOA), de même qu'un port autonome : le port de Boma.

## Environnement
Boma possède un climat désertique chaud et sec (BWh) selon la classification de Köppen-Geiger. Sur l'année, la température moyenne à Boma est de 25.7°C et les précipitations sont en moyenne de 430.8mm.

## Curiosités

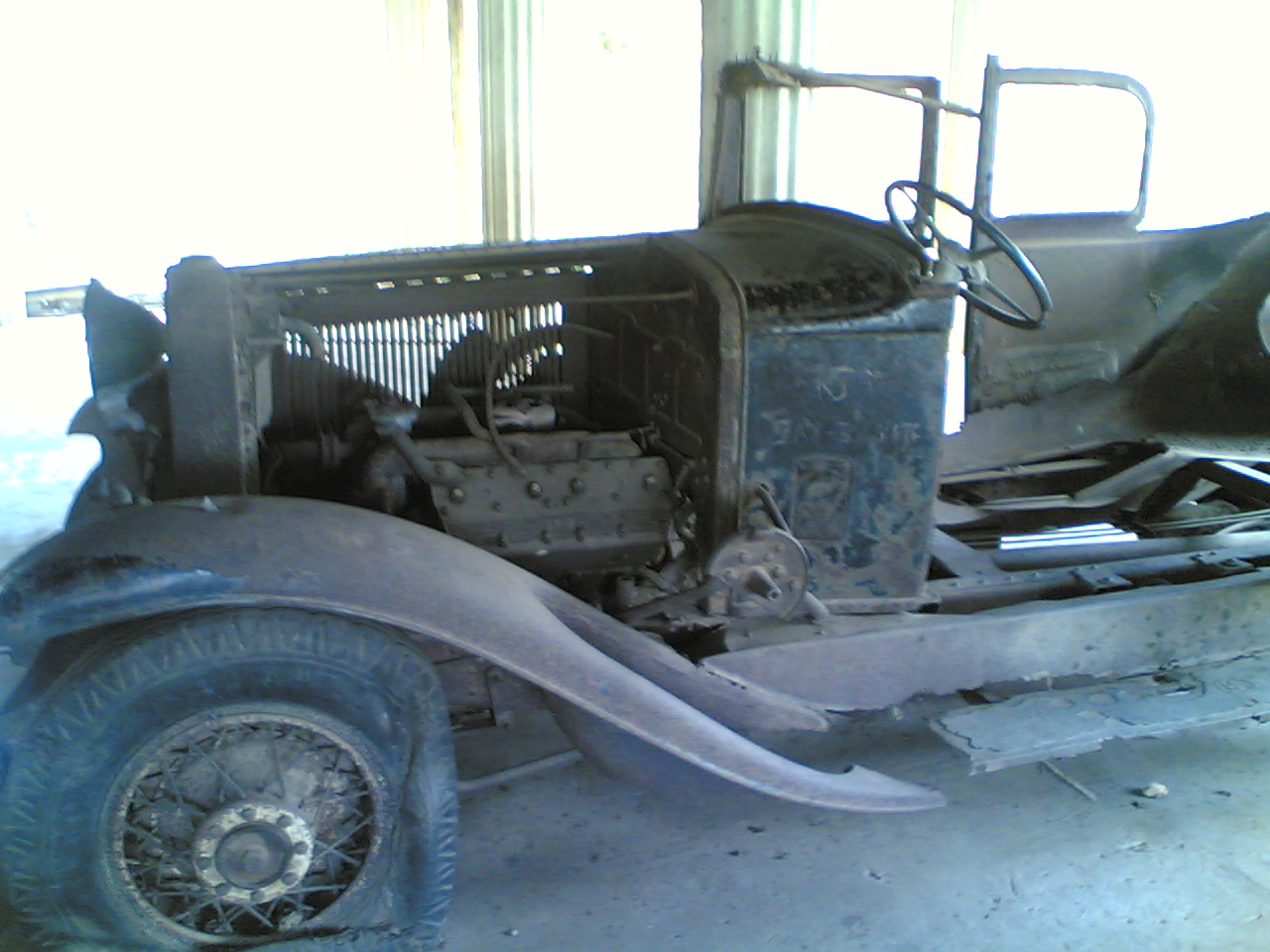
L'épave de la première voiture de la RDC à Boma.

L'ancien quartier colonial est relativement bien préservé. S'y trouve notamment la plus ancienne église du pays, faite en acier. À proximité du port se trouve le baobab de Stanley.
On peut retrouver dans le quartier Fischier, la première voiture ayant circulé dans la république démocratique du Congo.

## Administration
La ville de Boma est divisée en trois communes :
- Nzadi
- Kabondo
- Kalamu

| Période                                        | Période           | Identité                 | Étiquette | Qualité |
| ---------------------------------------------- | ----------------- | ------------------------ | --------- | ------- |
| ?                                              | ?                 | Nicholson Longo Nzita    |           | maire   |
| ?                                              | juillet 2005      | Joachim Kwabi Mabiala    |           | maire   |
| 13 juillet 2005                                | 24 septembre 2008 | Philippe Paku Mapangaha  | MLC       | maire   |
| 24 septembre 2008                              | -                 | Marie José Niongo Nsuami | PPRD      | maire   |
| Toutes les données ne sont pas encore connues. |                   |                          |           |         |

## Cultes
Avec sa cathédrale Notre-Dame-de-l'Assomption, la ville est le siège d'un diocèse de l'Église catholique depuis 1959.  Anciennement connue comme l'église de fer de Boma.
Le roi Léopold II avait estimé qu'une église de métal semblable à l'église de fer Notre-Dame d'Argenteuil (située à Ohain (Belgique)) résisterait aux termites.

## Université
- UKV : Université Joseph Kasa-Vubu, fondée en 1999[10].
- L’Université Président Joseph Kasa Vubu, créée en 1999[11].

## Personnalités
- Léo Bittremieux (1880-1946) CICM y est mort en 1946
- M'Pongo Love, chanteuse, née à Boma en 1956